# Nothing's Gonna Change My Love for You
"Nothing's Gonna Change My Love For You" é uma canção escrita por Michael Masser e Gerry Goffin, e lançada originalmente por George Benson, para o seu álbum 20/20 de 1985, através da Warner Bros. Records. Esta versão original foi lançada apenas na Europa em 1985. A canção se tornou popular em 1987, quando o cantor havaiano Glenn Medeiros a regravou e lançou-a como single de seu álbum homônimo, também de 1987. Medeiros também gravou uma versão da canção em espanhol, intitulada "Nada Cambiará mi Amor por ti".
O êxito comercial da canção pela versão de Medeiros foi enorme, alcançando o número 1 em 7 países, incluindo Canadá, Espanha, França, Irlanda, Reino Unido, entre outros. Nos Estados Unidos, a canção também se tornou um sucesso, atingindo a posição 12 na Billboard Hot 100. A canção também entrou na trilha sonora da novela brasileira Mandala (1987), da Rede Globo.

## Versão de Jorge Benson
O single lançado da versão de George Benson, contém a versão cover de Benson da canção "Beyond the Sea (La Mer)" como a faixa do lado B. A versão de Benson de "Beyond the Sea" foi lançada como single, que alcançou a posição 60 em sua segunda semana no UK Singles Chart e permaneceu na parada nas duas semanas seguintes. 
Lançamento em 7-polegadas
1. "Nothing's Gonna Change My Love for You" (Michael Masser, Gerry Goffin) – 4:04
2. "Beyond the Sea (La Mer)" (Charles Trenet, Jack Lawrence) – 4:10

### Video musical
George Benson possui dois vídeos musicais gravados por ele em 1985 nos Estados Unidos:
- O primeiro videoclipe[3] mostra um campo onde estão Benson, uma mulher, um motorista, um carro e um avião. O vídeo sugere que o motorista trouxe Benson com uma mulher em um carro para este campo e que um deles está prestes a embarcar em um avião, que já está com suas hélices ligadas. Benson e a mulher estão lado a lado em todo o vídeo, e ele continua a tocá-la com a mão direita. Quando a música começa, Benson canta olhando para a câmera e olhando para a mulher alternadamente. O motorista que trouxe os carros aparece durante todo o vídeo um pouco atrás dos dois e esperando por um deles. No início e no final do vídeo, Benson e a mulher se beijam.[3]
- No segundo videoclipe,[4] Benson canta "Nothing's Gonna Change My Love for You" em um pequeno palco iluminado por luzes roxas e cujo plano de fundo mostra grandes edifícios com janelas brilhantes. Sem olhar para a câmera, Benson canta mostrando seus sentimentos através de gestos com suas mãos e seu rosto, andando sobre o pequeno palco. Várias câmeras filmam o cantor de ângulos diferentes, mas Benson não olha. No final, Benson é escurecido, mas as luzes roxas no palco permanecem.[4]

### Desempenho nas tabelas musicais
| Tabela musical (1985)             | Melhor posição |
| --------------------------------- | -------------- |
| Bélgica (Ultratop 50 de Flandres) | 29             |
| Países Baixos (Single Top 100)    | 43             |

## Versão de Glenn Medeiros
Uma versão cover de 1987 do cantor estadunidense Glenn Medeiros alcançou a 12ª posição na Billboard Hot 100 dos Estados Unidos, e liderou as paradas no Canadá e no Reino Unido. Ele também liderou as paradas em mais quatro países da Europa. Medeiros também gravou a música em espanhol com o título "Nada cambiará mi amor por ti".

### Desempenho nas tabelas musicais
| Tabela musical (1987-1989)         | Melhor posição |
| ---------------------------------- | -------------- |
| Alemanha (Germany Top 100 Singles) | 20             |
| Áustria (Ö3 Austria Top 40)        | 12             |
| Bélgica (Ultratop 50)              | 2              |
| Canadá (RPM 100 Singles)           | 1              |
| Espanha (PROMUSICAE)               | 1              |
| Estados Unidos (Billboard Hot 100) | 12             |
| França (SNEP)                      | 1              |
| Irlanda (IRMA)                     | 1              |
| Países Baixos (Dutch Top 40)       | 1              |
| Reino Unido (UK Singles Chart)     | 1              |
| Suécia (Sverigetopplistan)         | 2              |
| Suíça (Schweizer Hitparade)        | 8              |
| União Europeia (Eurochart Hot 100) | 1              |

## Versão de SNZ
O trio brasileiro SNZ regravou a canção para o seu segundo álbum de estúdio, intitulado Sarahnãnazabelê (2001). A canção foi lançada como primeiro single do álbum, tendo como participação especial o cantor teen estadunidense Richard Lugo. A canção entrou para a trilha sonora da novela brasileira Um Anjo Caiu do Céu (2001), da Rede Globo, e se tornou um hit estrondoso, levando o trio a obter o seu maior hit da carreira.
A canção também recebeu uma versão em português, intitulada "Nada Vai Tirar Você de Mim", escrita pelo próprio trio. O ator Caio Blat, que protagonizou a novela que teve a canção como trilha sonora, fez uma participação no clipe da canção, que foi dirigido pelo próprio ator, com a ajuda da cantora e atriz Preta Gil.

### Antecedentes e lançamento
Após conquistar um espaço maior no Brasil, devido sucesso da versão remix de "Retrato Imaginário", o trio seguiu trabalhando no segundo álbum, desta vez com o produtor Paulo Jeveaux (o mesmo que produziu "Retrato Imaginário"). Para deixar o trabalho com mais cara de "internacional", a gravadora do trio, Warner Music Brasil, resolveu dar ao grupo algumas faixas internacionais, dentre elas estava "Nothing's Gonna Change My Love For You", que teve duas versões: inglês, com a participação do cantor teen norte-americano Richard Lugo, e a versão em português, intitulada "Nada Vai Tirar Você de Mim", escrita e cantada apenas pelo próprio trio.
Segundo elas, "Ao receber essas músicas, a gente se sentiu desafiada a fazer um trabalho com uma qualidade internacional, mas com o suingue brasileiro." Logo depois, a canção foi lançada, e de cara conseguiu entrar para a trilha sonora da novela "Um Anjo Caiu do Céu", de 2001, da Rede Globo, como tema do personagem principal, Rafael, interpretado por Caio Blat.

### Recepção

#### Crítica
Para Guilherme Werneck, da Folha de S.Paulo, a letra da canção "fica mesmo num romantismo fácil," mesmo assim, ele afirmou que a canção é "grudenta" e chamou Richard Lugo de "meloso".

### Comercial
"Nothing's Gonna Change My Love For You" foi um sucesso estrondoso; o próprio Guilherme Werneck, da Folha de S.Paulo, disse que a canção estava sendo tocada "à exaustão nas rádios e na TV." Na parada do "Hot 100 Brasil", a canção debutou na posição de número 15, no dia 18 de agosto de 2001. Na semana seguinte, a canção adentrou o Top 10, na posição de número 10.
Na sua quinta semana, no dia 22 de setembro de 2001, a canção subiu para a posição de número 3, sendo o seu maior pico, se tornando um hit ao permanecer na terceira posição por duas semanas. No final do ano, a canção entrou pra lista das canções mais tocadas de 2001, ocupando a posição de número 27, se tornando a primeira canção do grupo a figurar na lista das mais tocadas.

### Videoclipe
O videoclipe da canção foi gravado no dia 21 de maio de 2001, em Santa Teresa, no Rio de Janeiro. A direção ficou por conta dos atores Caio Blat e Preta Gil, sendo que Blat faz uma participação especial no clipe. Segundo o site da Isto é Gente, assim que soube que seria gravado o clipe da canção, tema de seu personagem Rafael na novela Um Anjo Caiu do Céu, Caio Blat ligou para Preta Gil. "O que você acha de eu fazer o roteiro?", perguntou à ex-namorada. Em seguida, lhe fez um pedido. "Só faço se você participar comigo", afirmou o ator. Houve também um videoclipe para "Nada Vai Tirar Você de Mim," com a mesma história, mas sem Richard Lugo cantando, sendo substituído por cenas das meninas cantando a canção (mesmo assim, Lugo aparece na história do clipe).

#### Sinopse
O clipe inicia com um close de Sarah Sheeva, seguido de Zabelê e Nãna Shara. Após isso, Richard Lugo aparece numa moto, que quebra em seguida, fazendo com que o cantor vá a uma oficina para consertá-la. Um mecânico aparece, enquanto que Lugo fica apressado para que a moto volte a funcionar logo. Mudando de cena, Nãna Shara aparece do lado de fora de uma lanchonete, esperando o cantor, enquanto que um gari (o mesmo cara que estava consertando a moto) altera o relógio, situado atrás de Nãna, para dar a ideia que Lugo está atrasado. No refrão, Sarah Sheeva aparece entrando no restaurante, com o ar de que estava esperando também por Lugo, que aparece ao fundo, já com a moto consertada. Após isso, Zabelê aparece na cena, entrando num banheiro, aparentemente irritada, jogando um anel no vaso sanitário, enquanto Richard tenta conversar com ela do lado de fora, nessa mesma cena, os dois começam a cantar a canção. Quando Lugo vai embora, Zabelê sai da lanchonete, enquanto Nãna Shara aparece num táxi (que tem o mesmo cara das outras cenas, agora vestido de taxista), tentando ligar para Lugo.
Na mesma cena, Zabelê encontra-se no fundo do táxi, tentando falar ao celular, mas um cara (o mesmo de todas as cenas) pede a cantora para abrir o vidro, e rouba o celular. Nessa mesma cena, as três, de maneira interceptada, aparecem chorando, é aí que ao sair do táxi, Nãna se esbarra com Lugo e os dois se abraçam. Enquanto isso, a última cena mostra os quatro cantando a canção, além de mostrar Lugo com cada irmã, separadamente, se abraçando. Na cena final, é mostrada Sarah e Richard, enquanto que ao fundo estão o cara que ajudou, de certa forma, a eles se encontrarem (em forma de anjo), ao lado de outro anjo, interpretado por Caio Blat (fazendo uma referência à novela Um Anjo Caiu do Céu, protagonizada por Blat, onde ele também interpreta um anjo e que tem como trilha sonora a canção).

### Divulgação
O grupo divulgou a canção ao cantá-la, no Planeta Xuxa, com a participação do cantor Richard Lugo e remix, no especial de Dia das Crianças do programa Hebe e também no especial Criança Esperança da Rede Globo. O trio também cantou a canção, em sua versão em português, no Planeta Xuxa, no Eliana & Alegria e no Domingo Legal de Gugu Liberato. O grupo também participou do Especial do grupo Os Travessos na Band FM, cantando com eles um mix entre a versão em inglês e a versão em português.

### Faixas
- CD Single[21]

1. Nothing's Gonna Change My Love For You (Part. especial: Richard Lugo) - 3:37
2. Nothing's Gonna Change My Love For You (G-Vô Mix) (Part. especial: Richard Lugo) - 3:20
3. Nothing's Gonna Change My Love For You (Eletro G-Vô Mix)(Part. especial: Richard Lugo) - 4:30
4. Nothing's Gonna Change My Love For You (Acappella)(Part. especial: Richard Lugo) - 3:04

### Desempenho nas tabelas musicais
| Tabela musical (2001) | Melhor posição |
| --------------------- | -------------- |
| Brasil (Hot 100)      | 3              |

### Tabelas musicais de final de ano
| Tabelas musicais (2001)       | Melhor posição |
| ----------------------------- | -------------- |
| Brasil - Hot 100 Final de Ano | 27             |

## Outras versões
- A banda The Shadows fez uma versão instrumental da canção no álbum Steppin' to the Shadows de 1989.

- Richard Clayderman também regravou uma versão instrumental para o seu álbum de 1994, A Little Romance.

- A boy band irlandesa Westlife que regravou a canção para o álbum The Love Album de 2006. A versão foi incluída apenas na edição deluxe do álbum.
- O cantor Nick Carter regravou a canção contendo a participação do cantor japonês Nissy e lançou-a em 3 de fevereiro de 2016, como um single exclusivo japonês, pertencente a seu terceiro álbum de estúdio solo intitulado All American (2015).[23]